# Palau Staszic
El palau Staszic (polonès: Pałac Staszica, IPA: [pawat͡s staʂit͡sa]) és un edifici situat a Nowy Świat, 72, al districte de Śródmieście a Varsòvia. És la seu de l' Acadèmia de Ciències de Polònia.

## Història
La història del palau Staszic comença l'any 1620, quan el rei Segimon Vasa ordena la construcció d'una petita Església Ortodoxa, com a lloc d'enterrament del tsar Basili IV i del seu germà, Dmitri Chouiski, mort mentre estava detingut després d'haver estat capturat diversos anys abans en el transcurs de la Guerra russo-polonesa (1605-1618).

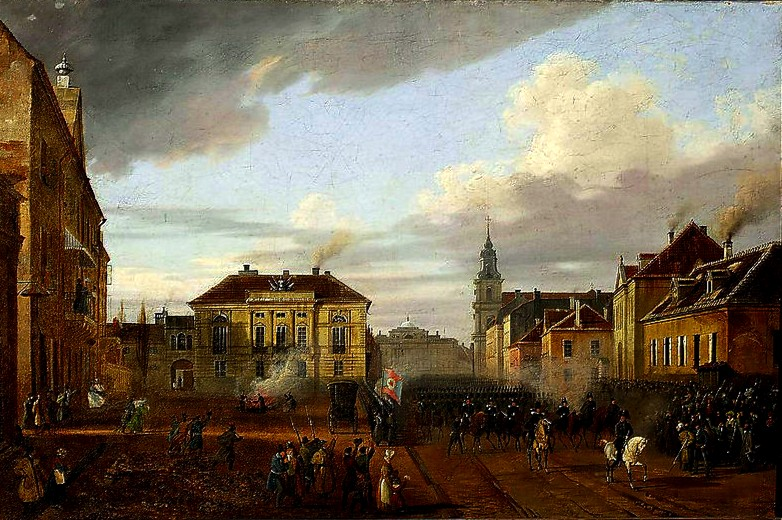
La tornada de les tropes de Wierzbna a Varsòvia l'any 1831, Marcin Zaleski

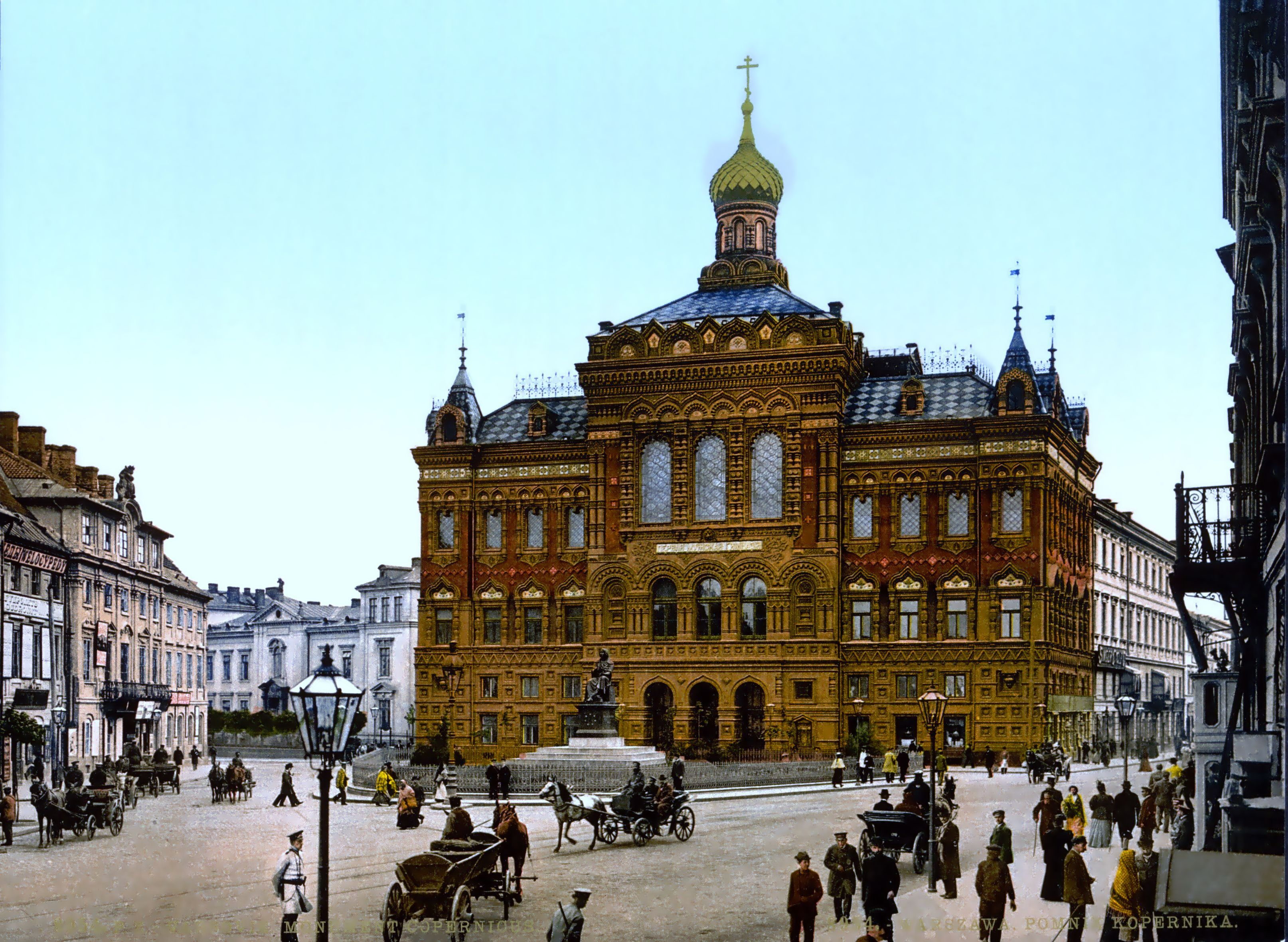
El palau Staszic d'estil russo-bizantí de 1892 a 1924

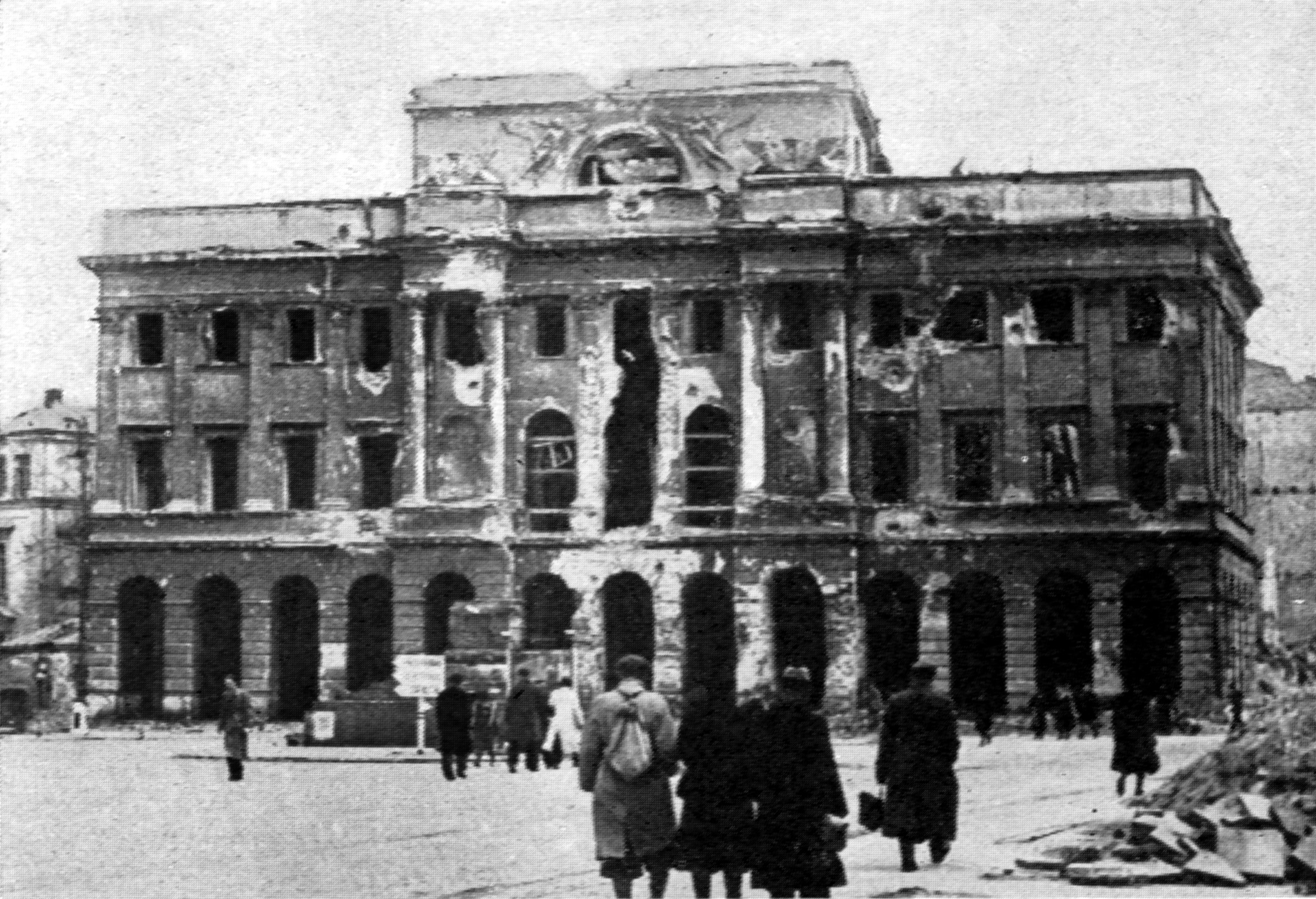
El palau Staszic l'any 1945

La població era majoritàriament catòlica, protestant o jueva, i no hi havia gaire necessitat d'una capella ortodoxa. L'any 1668, el rei Joan II Casimir Vasa cedeix la capella a l'orde dominicà, que en pren cura fins a l'any 1808.
L'any 1818, Stanisław Staszic compra l'edifici i ordena la seva renovació. L'arquitecte que s'encarrega és Antonio Corazzi, que imagina un palau d'estil neo-clàssic. Després de la renovació (1820-1823), Staszic cedeix l'edifici a la Societat dels Amics de les Ciències, la primera organització científica polonesa.
L'11 de maig de 1830, davant del palau Staszic, Julien-Ursin Niemcewicz descobreix un monument dedicat a Nicolau Copèrnic, esculpit per Bertel Thorvaldsen.
Després de la revolta polonesa del 1830, la societat és il·legalitzada pel govern rus, que controla Varsòvia des del tercer repartiment de Polònia l'any 1795.
Entre 1857 i 1862, el palau acull l'acadèmia mèdico-quirúrgica, primera institució d'ensenyament superior restablerta a la part russa (totes les institucions d'ensenyament superior havien estat prohibides després de la insurrecció de 1830). Però l'Acadèmia serà aviat tancada després d'una altra insurrecció fallida, la insurrecció de gener de 1863.
Fins al final de la Primera Guerra Mundial, l'edifici acollia un Gymnasium (universitat). A partir del 1890, acull igualment una església ortodoxa.Durant 1892-1893 el palau és renovat per les autoritats russes. En la línia de la russificació de Varsòvia, l'arquitecte Mikhail Pokrovsky transforma el palau en un edifici d'estil russo-bizantí.
Després que Polònia aconseguís la independència l'any 1918, el palau és restaurat en l'estil neo-clàssic precedent, per l'arquitecte Marian Lalewicz. Durant l'entre-guerres, acull diverses organitzacions científiques de Varsòvia.
L'any 1939, el palau és deteriorat durant el setge de Varsòvia i gairebé totalment destruït durant la Insurrecció de Varsòvia, l'any 1944243/5000. Entre 1946-1950, és reconstruït en la seva forma neo-clàssica original. Avui, és la seu de l'Acadèmia polonesa de les ciències.